# ヤグムラーサン・イブン・ザイヤーン
ヤグムラーサン・イブン＝ザイヤーン（ティフィナグ文字:ⵉⵖⵎⵓⵔⴰⵙⵏ ⴱⴻⵏ ⵣⵉⵢⴰⵏ、アラビア語: يغمراسن إبن زيان、
? - 1283年）は、かつてアルジェリアに存在したザイヤーン朝の創始者（在位：1235年もしくは1236年 - 1283年）。ベルベル人系の民族であるザナータ族の小勢力アブド・アル・ワード家の出身。

## 生涯
ヤグムラーサンは30代まで遊牧生活を営んでおり、ベルベル語しか話せなかった。
ムワッヒド朝のもとでトレムセンの総督を務めていたが、ムワッヒド朝が衰退すると1235年にトレムセンを中心とする独立した政権を建てた。
1242年にトレムセンをハフス朝に占領され、従属の証としてフトバにハフス朝の君主アブー・ザカリーヤー1世の名前を刻むことを約束した。14世紀の歴史家イブン・ハルドゥーンは、従属の時にヤグムラーサンが「フトバはただの木の切れ端でしかなく、誰の名前でも入れられる」と言ったことを伝えている。
以来ヤグムラーサンはハフス朝の支配権を認めたが、他方でサハラ交易の支配権を巡ってモロッコの新興勢力であるマリーン朝と争い、交易の要地であるシジルマサを攻撃した。1257年のシジルマサ攻撃は失敗するが、1264年に攻略に成功、約10年の間シジルマサを支配した。

## 建築事業
ヤグムラーサンは敬虔なイスラム教徒であり、トレムセンの大モスク（en:Great Mosque of Tlemcen）のドームとミナレットの修復を行った。また、ムワッヒド朝期に原型が造られた宮殿を増築し、都市の中心部にマシュワル宮殿を完成させた。若年期は遊牧生活を送っていたヤグムラーサンも、後年には自身が造営したマシュワル宮殿に居住した。